# 몬테나폴레오네역
몬테나폴레오네역(이탈리아어: Turati)은 밀라노 지하철 3호선의 역이다. 3호선의 첫 번째 구간인 두오모 - 첸트랄레 구간이 개통된 날인 1990년 5월 3일 문을 열었다.
밀라노 중심부의 알레산드로 만초니 가와 몬테나폴레오네 가의 교차로에 위치해 있으며, 밀라노 패션 지구의 중심부에 바로 위치해 있다. 라 스칼라와 폴디 페촐리 박물관이 근처에 있다.
3호선의 다른 역과 마찬가지로 이 역도 지하에 있는 역이며, 노선을 처음 계획할 때에는 '만초니 역' (Manzoni)으로 부르기로 되어 있었다.

## 환승
역 근처에 ATM가 운영하는 트램 정거장과 버스 정류장이 있다.
- 트램 정거장 (Montenapoleone M3, 1번)
- 버스 정류장

## 시설
이 역에는 다음과 같은 시설이 있다.
- 장애인 승객을 위한 승차 시설
- 엘레베이터
- 에스컬레이터
- 승차권 자동 판매기
- 역 감시카메라